# Apatotheria
Apatotheria is een groep van uitgestorven  insectivore zoogdieren, die tijdens het Paleoceen, Eoceen en Vroeg-Oligoceen in Noord-Amerika en Europa leefden. De Apatotheria omvat slechts als enige familie de Apatemyidae.

## Kenmerken
De apatotheriën waren boombewonende insectivoren met het formaat van een slaapmuis tot dat van een grote rat. Ze werden gekenmerkt door hun grote voortanden en lange, geklauwde vingers. Deze kenmerken komen overeen met die van twee hedendaagse zoogdieren: het vingerdier (Daubentonia madagascariensis) van Madagaskar en de gestreepte buideleekhoorn (Dactylopsila trivirgata) van Nieuw-Guinea en Queensland. Beide soorten gebruiken hun lange vingers en grote voortanden om insectenlarven onder de schors van bomen vandaan te halen. Waarschijnlijk hadden de apatotheriën een soortgelijke leefwijze als het vingerdier en de gestreepte buideleekhoorn. De apatotheriën zijn bekend van meerdere locaties, maar ze zijn altijd zeldzaam binnen fauna's met meestal maximaal één of twee individuen in het fossiele bestand.

## Ontwikkeling
Unuchinia en Jepsenella zijn de oudst bekende geslachten uit de Apatotheria. Deze dieren ontwikkelden zich tijdens het Torrejonian in de centrale delen van de Verenigde Staten. Later in het Paleoceen verscheen Labidolemur. Unuchinia was met een gewicht van circa tachtig gram ongeveer zo groot als een relmuis. De andere twee geslachten hadden met een gewicht van vijftien tot veertig gram het formaat van een huismuis. In het Eoceen leefden Apatemys en Heterohyus. Van beide geslachten zijn vrijwel volledige skeletten bekend, die werden gevonden in de Green River-formatie en de Duitse Messelgroeve. Apatemys kwam in zowel Noord-Amerika als Europa voor.

## Verwantschap
De Apatotheria werden voorheen vaak ingedeeld bij de Cimolesta, een verzameling van basale Placentadieren en andere vroege vormen uit het Paleogeen, aan de hand van een door McKenna & Bell verrichte indeling van de zoogdieren uit 1997. Studies uit 2010 en 2015 wijzen er op dat de Apatotheria tot de Euarchontoglires behoren, de groep die als voornaamste ordes de knaagdieren en primaten omvat. De precieze positie binnen de Euarchontaglires is niet duidelijk: de studie uit 2010 plaatst de Apatotheria als basale groep met enig bewijs voor verwantschap met de knaagdieren, terwijl de studie uit 2015 de Apatotheria duidt als zustergroep van Mixodectes, een dier uit het Paleoceen dat over het algemeen gerekend wordt tot de Euarchonta als mogelijke verwant van de huidvliegers.